# Humber—St. George's
Pour les articles homonymes, voir Humber (homonymie) et Saint-Georges.
Humber—St. George's fut une circonscription électorale fédérale de Terre-Neuve, représentée de 1949 à 1968.
La circonscription d'Humber—St. George's a été créée en 1949 lorsque Terre-Neuve adhéra à la Confédération canadienne. Abolie en 1966, elle fut redistribuée parmi Burin—Burgeo et Humber—Saint-Georges—Sainte-Barbe.

## Géographie
En 1949, la circonscription d'Humber—St. George's comprenait:
- Les districts provinciaux de St. George's-Port au Port, Humber et St. Barbe
- Les territoires non organisés adjacents à la circonscription

## Députés
1. 1949-1953 — William Richard Kent, PLC
2. 1953-1968 — Herman Batten, PLC

- PLC = Parti libéral du Canada